# Алпренолол
Алпренолол, или Алфепрол (Губернал, Реглетин, Йобир, Аплобал, Аптин, Аптол Дурилес) — это неселективный β-адреноблокатор с умеренной частичной внутренней симпатомиметической активностью, а также антагонист 5-HT1Aрецепторов, используемый в лечении ишемической болезни сердца. Он больше не производится компанией Astra Zeneca, однако по-прежнему производится рядом других фармацевтических компаний в виде дженериков.
По химической структуре близок к окспренололу. Показания к применению в кардиологической практике такие же, как для пропранолола и окспренолола.